# Рейнгард Леонід Володимирович
Леонід Володимирович Рейнгард (* 20 листопада 1888, Харків — † 11 лютого 1977, Дніпропетровськ) — вчений-біолог, професор, викладач Інституту народної освіти (нині Дніпровський національний університет ім. О. Гончара), один з засновників зоологічного музею при ДНУ.

## Біографія
Народився 20 листопада (за старим стилем) 1888 року в Харкові в родині відомого зоолога Володимира Васильовича Рейнгарда, професора Харківського університету. Його дядько – Людвіг Васильович Рейнгард, також зоолог, ректор Харківського університету (1905–1906). Його брат — Олександр Рейнгард — вчений-зоолог Інституту народної освіти (наразі ДНУ), засновник Ботанічного саду при ДНУ.
У 1906 р. вступив до природничого відділення фізико-математичного факультету Харківського університету, де спеціалізувався в галузі ембріології й порівняльної анатомії. Університет закінчив у 1910 р. З 1912 р. працював на посаді асистента кафедри зоології хребетних й порівняльної анатомії Харківського університету. У 1916 р. одержав звання приват-доцента і почав читати курс порівняльної ембріології.
У 1918 р. почав працювати доцентом, а надалі – професором, завідувачем кафедри зоології і порівняльної анатомії, а згодом кафедри ембріології університету, створеного на базі Катеринославських вищих жіночих курсів. У 1926 р. захистив докторську дисертацію «Утворення парабласта та його значення у Teleostei у зв’язку з питанням про походження первинних статевих клітин». Звання професора присвоєно в 1933 р.
У 1932 — 1933 рр. очолював відділ медичної ентомології в Абхазькому інституті тропічних хвороб (Сухумі). З 1941 р. до 1944 р. працював у П’ятигорському фармацевтичному інституті. У 1944 р. повернувся до Дніпропетровського університету.
Наукова діяльність відбувалася у трьох напрямах: ембріологічному, еколого-фауністичному, паразитологічному. Опублікував визначник комарів родини Anopheles і Culex, вивчав морфологію і біологію малярійних комарів, їхню зимівлю, з’ясовував зміни, що виникли на Дніпрі у зв’язку з будівництвом Дніпрогесу і вплив цих змін на малярійну ситуацію в прибережній зоні Дніпра. Роботи паразитологічного напряму стосувались питань ураженності комарів родини Anopheles малярійними плазмодіями, обстеженнь гельмінтофауни сільськогосподарських тварин Дніпропетровщини .
Стояв біля витоків створення зоологічного музею при ДНУ. Активно співпрацював та спілкувався з Дмитром Яворницьким.

## Науковий доробок
«Краткий определитель видов рода Anopheles и рода Culex» (1924 р.); «Исследование комаров рода Anopheles на зараженность их малярийными паразитами в районе Екатеринослава» (1927 р.); «Эмбриогенез костистых рыб. Образование сердца у Scardinius erythropthalmus» (1929 р.); «Изменения, происшедшие на Днепре в связи с постройкой Днепрогэса и влияние этих изменений на малярийность местности» (1940 р.); «К вопросу о зимовке гамбузии в естественных водоемах Днепропетровской области» (1948 р.); «Материалы к изучению гельминтофауны сельскохозяйственных животных Днепропетровской области» (1954 р.).